# Август Ґісслер

Август Гісслер

А́вгуст Ґі́сслер (нім. August Gissler; *1857, Ремшайд — †8 серпня 1935, Нью-Йорк) — німецький шукач пригод та скарбів, що заснував колонію на острові Кокос (Коста-Рика) та прожив там майже безперервно з 1889 до 1908 року.
У 1897 році костариканський уряд отримав контроль над островом Кокос та призначив Августа Гісслера першим губернатором цього острова і дозволив йому створити тут сільськогосподарську колонію. Гісслер відправлявся на острів з твердою переконаністю, що тут зберігаються скарби інків. За іншими даними його головною ціллю був Скарб Ліми. Можливо він також був зацікавлений в пошуках скарбів різноманітних піратів, що за численними легендами зарили їх тут.
Пошуки скарбів фінансувалися групою фінансистів, що заснували «Компанію плантацій острова Кокос». На острові було створене постійне поселення, де крім Ґісслера та його помічників в пошуках скарбів мешкала група фермерів, що вирощували овочі, заготовляли океанську рибу та як головний експортний товар вирощували тютюн.
В пошуках скарбів острів був розбитий на сто квадратів, і кожний з них Гісслер методично розкопував до тих пір, поки заступ не упирався в скельну породу. Цій роботі він присвятив без малого 20 років, знайшовши всього лише жменю іспанських золотих дублонів карбування 1788 року. Можливо, це переконало Гісслера в безплідності подальших спроб, можливо, після смерті дружини він не побажав тут залишатися, але через двадцять років Гісслер покинув негостинний острів та переїхав до Нью-Йорку, де і прожив решту життя.
Хоча мешканцям острова залишилося налагоджене господарство, колонія проіснувала недовго через віддаленність острова та важкі умови.